# 遺品整理
遺品整理（いひんせいり）とは、故人の残した品（遺品）を整理すること。遺品処理、遺品処分ともいう。

## 概要
遺品はいわゆる遺産の内でも動産など物品全般を指すが、こと故人が生前に使用していた生活雑貨や衣類、家具、家電製品など古物としては財産価値の薄い物品も含まれる。
故人の遺品を遺族で分け合うことを形見分けと呼び、急な出来事の場合、あるいは借家や賃貸アパートなど賃貸住宅を明け渡さなくてはならないような場合は、葬儀などの法事が終わってから、直ちに遺品整理・処分にかかることが多い。
日記、手紙、手帳（住所録やメモなど）、預金通帳などは、1年から2年程度は必要になることもあるので保管し、その他の家具や箪笥などの家財道具は福祉施設に、書籍などは地域の図書館や学校などに寄贈されることもあるが、中には引き取り手のつかない、あるいは財産としての処分を行うこともできない物品もある。
以下にその分類例を述べる。
- 貴重品 - 金品や通帳印鑑など、直接的な財産。
- 思い出の品 - 写真や手紙などのほか、趣味の道具や蒐集物。
- 衣類など - 衣服や布団など。
- 家具や家電製品 - 生活家電や箪笥など家具類。
- 食料品 - 冷蔵庫内の生鮮食品や保存食など。

これらの分類では、貴重品や思い出の品などは直接遺族に引き渡されるが、思い出の品の範疇でも中には遺族の気分を害するようなものが含まれる場合は、業者が遺族側の心情を慮って処分することもあるという。食料品は原則として処分されるが、家電製品では中古品として売却された後、その売却益が遺族に渡される場合もある。なお処分する・しないは原則遺族の意向が反映される。
少子高齢化・核家族化を背景に、独居老人の孤独死が社会問題化し、家具や生活用品が大量に残された状態で住人が亡くなった場合、残された遺族には遺品の整理と廃棄が負担となるケースもある。その一方ではこういった廃棄される遺品の中から市場価値のある物品を見つけ出す目利きを行う古物商もない訳ではない。

## 整理業者
遺品整理の外部委託先としては、便利屋、特殊清掃業務会社、遺品整理専門会社などがある。一般社団法人遺品整理士認定協会が、発給する遺品整理士という民間資格がある。
一方で、処分を依頼した以外の物品を持ち去られたり、高額な追加料金を請求されたりするトラブルも起きている。